# Nutri-Metics Open 1989
Nutri-Metics Open 1989 — жіночий тенісний турнір, що проходив на відкритих кортах з твердим покриттям ASB Tennis Centre в Окленді (Нова Зеландія). Належав до турнірів 1-ї категорії в рамках Туру WTA 1989. Тривав з 30 січня до 5 лютого 1989 року. Перша сіяна Патті Фендік здобула титул в одиночному розряді.

## Фінальна частина

### Одиночний розряд
Патті Фендік —  Белінда Кордвелл 6–2, 6–0
- Для Фендік це був 1-й титул за рік і 9-й — за кар'єру.

### Парний розряд
Патті Фендік /  Джилл Гетерінгтон —  Елізабет Смайлі /  Дженін Томпсон 6–4, 6–4
- Для Фендік це був 2-й титул за сезон і 10-й — за кар'єру. Для Гетерінгтон 1-й титул за рік і 8-й — за кар'єру.